# Bohayella toxopeusi
Bohayella toxopeusi är en stekelart som beskrevs av Paul C. Dangerfield och Austin 1995. Bohayella toxopeusi ingår i släktet Bohayella och familjen bracksteklar. Inga underarter finns listade.